# Prochilodus nigricans
El boquichico (Prochilodus nigricans) es una especie de pez de la familia Prochilodontidae en el orden de los Characiformes.

## Morfología
Los machos pueden llegar alcanzar los 37 cm de longitud total. La longitud media de maduración es de 24,3 cm en las hembras y de 23,4 cm en los machos. Cuerpo ahusado, coloración plateada, con bandas longitudinales oscuras formadas por hileras de escamas con bordes negros.

## Distribución geográfica
Se encuentran en Sudamérica (Bolivia, Brasil, Colombia, Ecuador, Perú), en las cuencas de los ríos Amazonas y Tocantins. Se ha reportado también, en la Argentina.

## Hábitat
Es un pez de agua dulce y de  clima tropical. Se encuentra en la Amazonia, en lagos, lagunas, arroyos y ríos con aguas claras y lentas, con depósitos de detritos en el fondo.

## Comportamiento
Forma cardúmenes y emprende largas migraciones estacionales.

## Alimentación
Detritívoro, se alimenta de detritos orgánicos y de perifiton (diatomeas, algas verdeazuladas y verdes, euglenofitos, bacillariophyceas), zooplancton; succiona barro y alimentos pequeños.